# Carlos Montemayor
Carlos Montemayor Romo de Vivar (Parral, Chihuahua, 13 de junio de 1947 - Ciudad de México, 28 de febrero de 2010), conocido como Carlos Montemayor, fue un escritor y traductor mexicano, activista social en defensa de las comunidades indígenas y de los grupos más vulnerables de su país. Fue miembro de número de la Academia Mexicana de la Lengua (elegido el 30 de agosto de 1984 (XX, 2), tomó posesión el 14 de marzo de 1985), de la Asociación de Escritores en Lenguas Indígenas y cantante de ópera. Llegó a dominar más de 7 lenguas.

## Infancia, estudios y docencia
Aunque forjó su carrera en la Ciudad de México, fue en su ciudad natal donde desarrolló su gusto por las letras y por la música. De niño, su primer contacto con la literatura fue a través de Miguel de Cervantes, pues su padre lo obligaba a leer el Quijote en voz alta. Hizo los primeros estudios en Parral, y la preparatoria en la Universidad de Chihuahua. Se trasladó luego a la Ciudad de México, en donde obtuvo la licenciatura en derecho (2002) y una maestría en letras iberoamericanas (1965-1971), ambas en la Universidad Nacional Autónoma de México. Realizó estudios de lengua hebrea en El Colegio de México, y de forma paralela, de 1967 a 1976, estudió griego clásico, latín, maya, francés, portugués, italiano e inglés.
Impartió clases en la Escuela Nacional Preparatoria y fue profesor de tiempo completo en la Universidad Autónoma Metropolitana Unidad Azcapotzalco (UAM), desde 1974.

## Articulista, activista, traductor y luchador social
Colaboró como articulista para las revistas y periódicos Plural, Excélsior, Unomásuno, y La Jornada. Dirigió la Revista de la Universidad de 1973 a 1975, y fue fundador de la revista Casa del Tiempo de la UAM, la cual dirigió de 1980 a 1982.
Su libro Tarahumara es el compendio más completo acerca de los rarámuris de la Sierra de Chihuahua. Su obra Guerra en el Paraíso (considerada por el propio autor "su obra mejor lograda") es el relato trágico de los hechos violentos que se vivieron en México a principios de los años setenta durante la guerra sucia en México, especialmente la guerrilla encabezada en la sierra de Guerrero por Lucio Cabañas Barrientos, obra para la cual recabó testimonios de campesinos sobrevivientes a la represión e investigó, en los archivos de la Secretaría de la Defensa Nacional, documentos sobre las operaciones del Ejército durante el conflicto. Mal de piedra (1980) se remite a una de las constantes de Parral, su pueblo natal: la minería. Lo mismo que en Minas del retorno (1982), donde rompió con el modelo de la tradicional novela lineal.
Tradujo clásicos como las Odas de Píndaro, Carmina Burana, poesías de Cayo Valerio Catulo, Virgilio y Safo así como de poetas modernos como Fernando Pessoa y Lêdo Ivo. Mostró un gran interés por las culturas indígenas de México, realizó una antología de cuentistas oaxaqueños entre 1979 y 1980, escribió además Encuentros con Oaxaca, Arte y trama en el cuento indígena, Arte y plegaria en las lenguas indígenas de México, La voz profunda: antología de literatura mexicana en lenguas indígenas y el Diccionario del náhuatl en el español de México.
Como activista y luchador social analizó el surgimiento del Ejército Zapatista de Liberación Nacional (EZLN) y simpatizó con algunas de las actividades organizadas por el Subcomandante Marcos. Al respecto, escribió el ensayo Chiapas: La rebelión indígena de México. Entre sus últimas actividades, fue miembro de la Comisión de Mediación entre el gobierno federal y el Partido Democrático Popular Revolucionario - Ejército Popular Revolucionario (PDPR-EPR), investigando el paradero de dos desaparecidos políticos.
Colaboró también con el Frente Amplio Opositor (FAO) de San Luis Potosí, que defiende a los defensores del Cerro de San Pedro, combatiendo jurídicamente y políticamente a la empresa canadiense New Gold-Minera San Xavier, que pretende desde hace tiempo hacer explotar, con dinamita, ese cerro, lo que generaría graves cambios en la naturaleza y dañaría la arquitectura de San Luis Potosí.

## Cantante de ópera
Estudió ópera y se entrenó como tenor con el barítono mexicano Roberto Bañuelas. Declaró alguna vez: "La música es mi experiencia más física, instintiva." Grabó, en compañía de su amigo, el pianista Antonio Bravo, varios álbumes, tres de los cuales se citan más abajo.

## Fallecimiento
Falleció el 28 de febrero de 2010, a consecuencia de cáncer de estómago, padecimiento que lo había obligado a ingresar al Instituto Nacional de Cancerología.

## Obras publicadas

### Poesía
- Las armas del viento. Hiperión, México, 1977.
- Abril y otros poemas. FCE, México, 1979.
- Finisterra. Premiá, México, 1982.
- Abril y otras estaciones (1977-1989). FCE, México, 1989.
- Poesía (1977-1996). Aldus, México, 1997.
- Antología personal. Universidad Autónoma Metropolitana, México, 2001.
- Los amores pastoriles
- Los poemas de Tsin Pau. Alforja, México, 2007.

### Relato
- Las llaves de Urgell. Siglo XXI Editores, México, 1970. (Recibió el Premio Xavier Villaurrutia)
- El alba y otros cuentos. Premiá, México, 1986.
- Operativo en el trópico. Aldus, México, 1994.
- Cuentos gnósticos. Seix Barral, México, 1997.
- La tormenta y otras historias. Universidad Nacional Autónoma de México, México, 1999.

### Novela
- Mal de piedra. Premiá, México, 1980.
- Minas del retorno. Argos-Vergara, 1982.
- Guerra en el Paraíso. Diana, México, 1991/Seix Barral, México, 1997.
- Los informes secretos. Joaquín Mortiz, México, 1999.
- Las armas del alba. Joaquín Mortiz, México, 2003.
- La fuga. FCE, México, 2007.
- Las mujeres del alba. Grijalbo Mondadori, México, 2010, ISBN 9786073100953.

### Ensayo
- Tres Contemporáneos (Jorge Cuesta, José Gorostiza, Gilberto Owen). México, UNAM, 1981
- Historia de un poema (la égloga IV de Virgilio). México, Premiá, 1984
- El oficio literario. México, UV, 1985
- La guerrilla recurrente. México, Debate, 1999
- Chiapas. La rebelión indígena en México, México, Joaquín Mortiz, 2000
- Rehacer la Historia, México, Planeta, 2000
- Los pueblos indios en México,[2] México, Temas de hoy, 2001

### Traducciones
- Safo. Poemas (edición bilingüe). México, Trillas, 1986, 1988
- La poesía de los goliardos. Carmina Burana (selección). México, SEP, 1987

### Diccionarios
- Coordinación del Diccionario del náhuatl en el español de México, publicado por la UNAM. 2007.[14]

### Libreto
- Encuentro en el ocaso, libreto para una ópera en un acto puesto en música por Daniel Catán.

### Música
- El último romántico, álbum.
- Canciones napolitanas e italianas, álbum.
- Canciones de María Grever, álbum.

## Obras no publicadas o publicadas después de su fallecimiento
- Ensayo Violencia de Estado en México. Antes y después de 1968. Debate, México, febrero de 2010.[2]
- Novela Las armas del alba (sobre el asalto en 1965 al cuartel de Ciudad Madera, sierra de Chihuahua, incidente que originó la creación de la Liga Comunista 23 de Septiembre), que publicó Mondadori.[2]

## Premios y distinciones
- Premio Juan Rulfo de Radio Francia Internacional, por su cuento Operativo en el trópico.[15]
- Premio Xavier Villaurrutia, por Las llaves de Urgell, en 1971.[9]
- Premio José Fuentes Mares, por su libro de poesía Abril y otras estaciones.
- Premio Bellas Artes de Narrativa Colima para Obra Publicada, por Guerra en el Paraíso.
- Miembro de número de la Academia Mexicana de la Lengua, ingresó el 14 de marzo de 1985, ocupó la silla XX.
- Doctorado honoris causa otorgado por la Universidad Autónoma Metropolitana en 1995.
- Profesor Emérito de la Universidad Autónoma de Ciudad Juárez en 1995.
- Miembro honorario de la Asociación de Escritores en Lenguas Indígenas en México desde 1997.[16]
- Medalla Roque Dalton por El Consejo de Cooperación con la Cultura y la Ciencia de El Salvador en 2003.
- Premio Fundación México Unido a la Excelencia de lo Nuestro en 2007.
- Presea Gawí Tónara: Pilares del Mundo, galardón de artes del gobierno de Chihuahua en 2009.
- Premio Nacional de Ciencias y Artes en el área de Lingüística y Literatura en el 2009.[17]